# Svjetsko prvenstvo u skijaškim letovima
FIS Svjetsko prvenstvo u skijaškim letovima je natjecanje u skijaškim letovima koji organizira Međunarodna skijaška federacija i održava se svake dvije godine. Događaj se održava na skakaonicama mnogo većim od običnih skijaških skakaonica, s K-točkom postavljenom između 185 m i 200 m. Za razliku od običnih skijaških skokova, svjetski prvak u skijaškim letovima određuje se nakon četiri skoka. 40 skakača se kvalificira za natjecanje i skače prvu seriju, zatim najslabijih 10 ispadaju, a 30 preostalih skakača natječe se u preostale tri serije. To se održava u dva dana. Skakač s najvećim brojem bodova nakon četiri skoka proglašava se svjetskim prvakom. Godine 2004. FIS je uveo ekipno natjecanje reprezentacija od četiri skakača, sa po dva skoka. U svijetu postoje samo pet letaonica na kojima se ovo natjecanje može organizirati.

## Prvenstva

### Domaćini
| Planica                  | Oberstdorf                   | Tauplitz | Vikersund       | Harrachov |
| ------------------------ | ---------------------------- | -------- | --------------- | --------- |
|                          |                              |          |                 |           |
| Letalnica bratov Gorišek | Heini-Klopfer-Skiflugschanze | Kulm     | Vikersundbakken | Čerťák    |

### Pojedinačni pobjednici
| Godina | Letaonica                                      | Zlato                 | Srebro                | Bronca              |
| ------ | ---------------------------------------------- | --------------------- | --------------------- | ------------------- |
| 1972.  | Planica, Velikanka bratov Gorišek K165         | Walter Steiner        | Heinz Wossipiwo       | Jiří Raška          |
| 1973.  | Oberstdorf, Heini-Klopfer-Skiflugschanze K175  | Hans-Georg Aschenbach | Walter Steiner        | Karel Kodejška      |
| 1975.  | Tauplitz/Bad Mitterndorf, Kulm K165            | Karel Kodejška        | Rainer Schmidt        | Karl Schnabl        |
| 1977.  | Vikersund, Vikersundbakken K150                | Walter Steiner        | Anton Innauer         | Henry Glaß          |
| 1979.  | Planica, Velikanka bratov Gorišek K165         | Armin Kogler          | Axel Zitzmann         | Piotr Fijas         |
| 1981.  | Oberstdorf, Heini-Klopfer-Skiflugschanze K175  | Jari Puikkonen        | Armin Kogler          | Tom Levorstad       |
| 1983.  | Harrachov, Čerťák K185                         | Klaus Ostwald         | Pavel Ploc            | Matti Nykänen       |
| 1985.  | Planica, Velikanka bratov Gorišek K185         | Matti Nykänen         | Jens Weißflog         | Pavel Ploc          |
| 1986.  | Tauplitz/Bad Mitterndorf, Kulm K185            | Andreas Felder        | Franz Neuländtner     | Matti Nykänen       |
| 1988.  | Oberstdorf, Heini-Klopfer-Skiflugschanze K182  | Ole Gunnar Fidjestøl  | Primož Ulaga          | Matti Nykänen       |
| 1990.  | Vikersund, Vikersundbakken K175                | Dieter Thoma          | Matti Nykänen         | Jens Weißflog       |
| 1992.  | Harrachov, Čerťák K185                         | Noriaki Kasai         | Andreas Goldberger    | Roberto Cecon       |
| 1994.  | Planica, Velikanka bratov Gorišek K185         | Jaroslav Sakala       | Espen Bredesen        | Roberto Cecon       |
| 1996.  | Tauplitz/Bad Mitterndorf, Kulm K185            | Andreas Goldberger    | Janne Ahonen          | Urban Franc         |
| 1998.  | Oberstdorf, Heini-Klopfer-Skiflugschanze K185  | Kazujoši Funaki       | Sven Hannawald        | Dieter Thoma        |
| 2000.  | Vikersund, Vikersundbakken K185                | Sven Hannawald        | Andreas Widhölzl      | Janne Ahonen        |
| 2002.  | Harrachov, Čerťák K185                         | Sven Hannawald        | Martin Schmitt        | Matti Hautamäki     |
| 2004.  | Planica, Velikanka bratov Gorišek K185         | Roar Ljøkelsøy        | Janne Ahonen          | Tami Kiuru          |
| 2006.  | Tauplitz/Bad Mitterndorf, Kulm HS200           | Roar Ljøkelsøy        | Andreas Widhölzl      | Thomas Morgenstern  |
| 2008.  | Oberstdorf, Heini-Klopfer-Skiflugschanze HS213 | Gregor Schlierenzauer | Martin Koch           | Janne Ahonen        |
| 2010.  | Planica, Velikanka bratov Gorišek HS215        | Simon Ammann          | Gregor Schlierenzauer | Anders Jacobsen     |
| 2012.  | Vikersund, Vikersundbakken HS225               | Robert Kranjec        | Rune Velta            | Martin Koch         |
| 2014.  | Harrachov, Čerťák HS205                        | Severin Freund        | Anders Bardal         | Peter Prevc         |
| 2016.  | Tauplitz/Bad Mitterndorf, Kulm HS225           | Peter Prevc           | Kenneth Gangnes       | Stefan Kraft        |
| 2018.  | Oberstdorf, Heini-Klopfer-Skiflugschanze HS235 | Daniel-André Tande    | Kamil Stoch           | Richard Freitag     |
| 2020.  | Planica, Velikanka bratov Gorišek HS240        | Karl Geiger           | Halvor Egner Granerud | Markus Eisenbichler |
| 2022.  | Vikersund, Vikersundbakken HS240               | Marius Lindvik        | Timi Zajc             | Stefan Kraft        |
| 2024.  | Tauplitz/Bad Mitterndorf, Kulm HS235           | Stefan Kraft          | Andreas Wellinger     | Timi Zajc           |
| 2026.  | Oberstdorf, Heini-Klopfer-Skiflugschanze HS235 |                       |                       |                     |

### Ekipni pobjednici
| Godina | Skakaonica                                     | Zlato                                                                                   | Srebro                                                                         | Bronca                                                                                |
| ------ | ---------------------------------------------- | --------------------------------------------------------------------------------------- | ------------------------------------------------------------------------------ | ------------------------------------------------------------------------------------- |
| 2004.  | Planica, Velikanka bratov Gorišek K185         | Norveška Roar Ljøkelsøy Sigurd Pettersen Bjørn Einar Romøren Tommy Ingebrigtsen         | Finska Janne Ahonen Tami Kiuru Matti Hautamäki Veli-Matti Lindström            | Austrija Thomas Morgenstern Andreas Widhölzl Andreas Goldberger Wolfgang Loitzl       |
| 2006.  | Tauplitz/Bad Mitterndorf, Kulm HS200           | Norveška Roar Ljøkelsøy Lars Bystøl Bjørn Einar Romøren Tommy Ingebrigtsen              | Finska Janne Ahonen Tami Kiuru Matti Hautamäki Janne Happonen                  | Njemačka Michael Neumayer Georg Späth Alexander Herr Michael Uhrmann                  |
| 2008.  | Oberstdorf, Heini-Klopfer-Skiflugschanze HS213 | Austrija Gregor Schlierenzauer Andreas Kofler Thomas Morgenstern Martin Koch            | Finska Janne Ahonen Matti Hautamäki Harri Olli Janne Happonen                  | Norveška Anders Jacobsen Tom Hilde Anders Bardal Bjørn Einar Romøren                  |
| 2010.  | Planica, Velikanka bratov Gorišek HS2015       | Austrija Gregor Schlierenzauer Martin Koch Thomas Morgenstern Wolfgang Loitzl           | Norveška Anders Jacobsen Johan Remen Evensen Anders Bardal Bjørn Einar Romøren | Finska Olli Muotka Matti Hautamäki Harri Olli Janne Happonen                          |
| 2012.  | Vikersund, Vikersundbakken HS225               | Austrija Martin Koch Gregor Schlierenzauer Andreas Kofler Thomas Morgenstern            | Njemačka Severin Freund Maximilian Mechler Richard Freitag Andreas Wank        | Slovenija Robert Kranjec Jure Šinkovec Jurij Tepeš Jernej Damjan                      |
| 2014.  | Harrachov, Čerťák HS205                        | ekipno natjecanje otkazano zbog jakog vjetra                                            | ekipno natjecanje otkazano zbog jakog vjetra                                   | ekipno natjecanje otkazano zbog jakog vjetra                                          |
| 2016.  | Tauplitz/Bad Mitterndorf, Kulm HS225           | Norveška Anders Fannemel Johann André Forfang Daniel-André Tande Kenneth Gangnes        | Njemačka Andreas Wellinger Stephan Leyhe Richard Freitag Severin Freund        | Austrija Stefan Kraft Manuel Poppinger Manuel Fettner Michael Hayböck                 |
| 2018.  | Oberstdorf, Heini-Klopfer-Skiflugschanze HS235 | Norveška Johann André Forfang Daniel-André Tande Robert Johansson Andreas Stjernen      | Slovenija Peter Prevc Domen Prevc Anže Semenič Jernej Damjan                   | Poljska Kamil Stoch Piotr Żyła Dawid Kubacki Stefan Hula                              |
| 2020.  | Planica, Velikanka bratov Gorišek HS240        | Norveška Daniel-André Tande Johann André Forfang Robert Johansson Halvor Egner Granerud | Njemačka Constantin Schmid Pius Paschke Markus Eisenbichler Karl Geiger        | Poljska Piotr Żyła Andrzej Stękała Kamil Stoch Dawid Kubacki                          |
| 2022.  | Vikersund, Vikersundbakken HS240               | Slovenija Domen Prevc Peter Prevc Timi Zajc Anže Lanišek                                | Njemačka Severin Freund Andreas Wellinger Markus Eisenbichler Karl Geiger      | Norveška Johann André Forfang Daniel-André Tande Halvor Egner Granerud Marius Lindvik |
| 2024.  | Tauplitz/Bad Mitterndorf, Kulm HS235           | Slovenija Lovro Kos Peter Prevc Domen Prevc Timi Zajc                                   | Austrija Michael Hayböck Manuel Fettner Jan Hörl Stefan Kraft                  | Njemačka Pius Paschke Karl Geiger Stephan Leyhe Andreas Wellinger                     |
| 2026.  | Oberstdorf, Heini-Klopfer-Skiflugschanze HS235 |                                                                                         |                                                                                |                                                                                       |